# Курочка, Иван Маркиянович
Иван Маркиянович Курочка (1907, ныне Прилукский район Черниговской области — ?)  — украинский советский деятель, активный участник партизанского движения, 1-й секретарь Холминского и Малодевицкого райкомов КП(б)У Черниговской области. Депутат Верховного Совета СССР 2-го созыва.

## Биография
Родился в крестьянской семье.
Член ВКП(б).
До 1941 года — 1-й секретарь Холминского районного комитета КП(б)У Черниговской области.
С июля 1941 года — 1-й секретарь Холминского подпольного районного комитета КП(б)У, комиссар Холминского районного истребительного батальона Черниговской области, участник Великой Отечественной войны. Был секретарем партийного комитета областного партизанского соединения под командованием Попудренко на территории Черниговщины.
На 1945—1946 годы — 1-й секретарь Малодевицкого районного комитета КП(б)У Черниговской области.
На 1956—1958 годы — председатель исполнительного комитета Новобасанского районного совета депутатов трудящихся Черниговской области.
Умер до 1985 года.

## Награды
- орден Ленина (23.01.1948)
- орден Трудового Красного Знамени (26.02.1958)
- орден Красного Знамени
- орден Красной Звезды (1.04.1943)
- медали